# Championnat du monde des rallyes 1978
Navigation
1977 1979

## Épreuves
|                 |                          |                     |                       |
| Noir = Asphalte | Marron = Terre / Gravier | Bleu = Neige/ glace | Rouge = Surface mixte |

### Calendrier / Résultats
| Calendrier / Résultats du championnat du monde des rallyes 1978 | Calendrier / Résultats du championnat du monde des rallyes 1978 | Calendrier / Résultats du championnat du monde des rallyes 1978 | Calendrier / Résultats du championnat du monde des rallyes 1978 | Calendrier / Résultats du championnat du monde des rallyes 1978 | Calendrier / Résultats du championnat du monde des rallyes 1978 | Calendrier / Résultats du championnat du monde des rallyes 1978 |
| Manche                                                          | Rallye                                                          | Podium                                                          | Podium                                                          | Podium                                                          | Podium                                                          |                                                                 |
| Manche                                                          | Rallye                                                          | #                                                               | Pilote                                                          | Voiture                                                         | Temps                                                           |                                                                 |
| --------------------------------------------------------------- | --------------------------------------------------------------- | --------------------------------------------------------------- | --------------------------------------------------------------- | --------------------------------------------------------------- | --------------------------------------------------------------- | --------------------------------------------------------------- |
| 1                                                               | 46e Rallye Monte-Carlo (21-28 janvier)                          | 1                                                               | Jean-Pierre Nicolas                                             | Porsche 911                                                     | 6 h 57 min 03 s                                                 |                                                                 |
| 1                                                               | 46e Rallye Monte-Carlo (21-28 janvier)                          | 2                                                               | Jean Ragnotti                                                   | Renault 5 Alpine                                                | 6 h 58 min 55 s                                                 |                                                                 |
| 1                                                               | 46e Rallye Monte-Carlo (21-28 janvier)                          | 3                                                               | Guy Fréquelin                                                   | Renault 5 Alpine                                                | 6 h 59 min 55 s                                                 |                                                                 |
|                                                                 |                                                                 |                                                                 |                                                                 |                                                                 |                                                                 |                                                                 |
| 13e Arctic Rally (3-5 février)                                  | 13e Arctic Rally (3-5 février)                                  | 1                                                               | Ari Vatanen                                                     | Ford Escort RS1800                                              | 6 h 25 min 03 s                                                 |                                                                 |
| 13e Arctic Rally (3-5 février)                                  | 13e Arctic Rally (3-5 février)                                  | 2                                                               | Henri Toivonen                                                  | Chrysler Avenger                                                | 6 h 28 min 44 s                                                 |                                                                 |
| 13e Arctic Rally (3-5 février)                                  | 13e Arctic Rally (3-5 février)                                  | 3                                                               | Markku Alén                                                     | Fiat 131 Abarth                                                 | 6 h 36 min 20 s                                                 |                                                                 |
|                                                                 |                                                                 |                                                                 |                                                                 |                                                                 |                                                                 |                                                                 |
| 2                                                               | 28e Rallye de Suède (10-12 février)                             | 1                                                               | Björn Waldegård                                                 | Ford Escort RS1800                                              | 6 h 42 min 40 s                                                 |                                                                 |
| 2                                                               | 28e Rallye de Suède (10-12 février)                             | 2                                                               | Hannu Mikkola                                                   | Ford Escort RS1800                                              | 6 h 44 min 08 s                                                 |                                                                 |
| 2                                                               | 28e Rallye de Suède (10-12 février)                             | 3                                                               | Markku Alén                                                     | Fiat 131 Abarth                                                 | 6 h 45 min 26 s                                                 |                                                                 |
|                                                                 |                                                                 |                                                                 |                                                                 |                                                                 |                                                                 |                                                                 |
| 3                                                               | 26e Rallye Safari (23-27 mars)                                  | 1                                                               | Jean-Pierre Nicolas                                             | Peugeot 504 V6 Coupé                                            | +8 min 18 s pen.                                                |                                                                 |
| 3                                                               | 26e Rallye Safari (23-27 mars)                                  | 2                                                               | Vic Preston Jr                                                  | Porsche 911                                                     | +8 min 55 s pen.                                                |                                                                 |
| 3                                                               | 26e Rallye Safari (23-27 mars)                                  | 3                                                               | Rauno Aaltonen                                                  | Datsun 160J                                                     | +9 min 10 s pen.                                                |                                                                 |
|                                                                 |                                                                 |                                                                 |                                                                 |                                                                 |                                                                 |                                                                 |
| 4                                                               | 11e Rallye du Portugal (19-23 avril)                            | 1                                                               | Markku Alén                                                     | Fiat 131 Abarth                                                 | 7 h 45 min 33 s                                                 |                                                                 |
| 4                                                               | 11e Rallye du Portugal (19-23 avril)                            | 2                                                               | Hannu Mikkola                                                   | Ford Escort RS1800                                              | 7 h 50 min 01 s                                                 |                                                                 |
| 4                                                               | 11e Rallye du Portugal (19-23 avril)                            | 3                                                               | Jean-Pierre Nicolas                                             | Toyota Celica 2000GT                                            | 8 h 01 min 01 s                                                 |                                                                 |
|                                                                 |                                                                 |                                                                 |                                                                 |                                                                 |                                                                 |                                                                 |
| 5                                                               | 25e Rallye de l'Acropole (29 mai-2 juin)                        | 1                                                               | Walter Röhrl                                                    | Fiat 131 Abarth                                                 | 10 h 00 min 50 s                                                |                                                                 |
| 5                                                               | 25e Rallye de l'Acropole (29 mai-2 juin)                        | 2                                                               | Markku Alén                                                     | Fiat 131 Abarth                                                 | 10 h 10 min 54 s                                                |                                                                 |
| 5                                                               | 25e Rallye de l'Acropole (29 mai-2 juin)                        | 3                                                               | Shekhar Mehta                                                   | Datsun 160J                                                     | 10 h 23 min 36 s                                                |                                                                 |
|                                                                 |                                                                 |                                                                 |                                                                 |                                                                 |                                                                 |                                                                 |
| 19e Rallye d'Écosse (3-7 juin)                                  | 19e Rallye d'Écosse (3-7 juin)                                  | 1                                                               | Hannu Mikkola                                                   | Ford Escort RS1800                                              | 4 h 26 min 38 s                                                 |                                                                 |
| 19e Rallye d'Écosse (3-7 juin)                                  | 19e Rallye d'Écosse (3-7 juin)                                  | 2                                                               | Pentti Airikkala                                                | Vauxhall Chevette 2300 HS                                       | 4 h 34 min 36 s                                                 |                                                                 |
| 19e Rallye d'Écosse (3-7 juin)                                  | 19e Rallye d'Écosse (3-7 juin)                                  | 3                                                               | Roger Clark                                                     | Ford Escort RS1800                                              | 4 h 35 min 11 s                                                 |                                                                 |
|                                                                 |                                                                 |                                                                 |                                                                 |                                                                 |                                                                 |                                                                 |
| 38e Rallye de Pologne (6-7 juillet)                             | 38e Rallye de Pologne (6-7 juillet)                             | 1                                                               | Antonio Zanini                                                  | Fiat 131 Abarth                                                 | 5 h 51 min 01,2 s                                               |                                                                 |
| 38e Rallye de Pologne (6-7 juillet)                             | 38e Rallye de Pologne (6-7 juillet)                             | 2                                                               | Franz Wittmann                                                  | Opel Kadett GT/E                                                | 6 h 04 min 10,9 s                                               |                                                                 |
| 38e Rallye de Pologne (6-7 juillet)                             | 38e Rallye de Pologne (6-7 juillet)                             | 3                                                               | Salvador Cañellas (en)                                          | Fiat 131 Abarth                                                 | 6 h 09 min 04,8 s                                               |                                                                 |
|                                                                 |                                                                 |                                                                 |                                                                 |                                                                 |                                                                 |                                                                 |
| 6                                                               | 28e Rallye des 1000 lacs (25-27 août)                           | 1                                                               | Markku Alén                                                     | Fiat 131 Abarth                                                 | 3 h 30 min 10 s                                                 |                                                                 |
| 6                                                               | 28e Rallye des 1000 lacs (25-27 août)                           | 2                                                               | Timo Salonen                                                    | Fiat 131 Abarth                                                 | 3 h 32 min 14 s                                                 |                                                                 |
| 6                                                               | 28e Rallye des 1000 lacs (25-27 août)                           | 3                                                               | Pentti Airikkala                                                | Vauxhall Chevette 2300 HS                                       | 3 h 32 min 50 s                                                 |                                                                 |
|                                                                 |                                                                 |                                                                 |                                                                 |                                                                 |                                                                 |                                                                 |
| 28e Rallye de Nouvelle-Zélande (2-5 septembre)                  | 28e Rallye de Nouvelle-Zélande (2-5 septembre)                  | 1                                                               | Russell Brookes                                                 | Ford Escort RS1800                                              | 9 h 57 min 12,0 s                                               |                                                                 |
| 28e Rallye de Nouvelle-Zélande (2-5 septembre)                  | 28e Rallye de Nouvelle-Zélande (2-5 septembre)                  | 2                                                               | Jim Donald                                                      | Ford Escort RS1800                                              | 10 h 09 min 29,4 s                                              |                                                                 |
| 28e Rallye de Nouvelle-Zélande (2-5 septembre)                  | 28e Rallye de Nouvelle-Zélande (2-5 septembre)                  | 3                                                               | Paul Adams                                                      | Ford Escort RS1800                                              | 10 h 41 min 55,8 s                                              |                                                                 |
|                                                                 |                                                                 |                                                                 |                                                                 |                                                                 |                                                                 |                                                                 |
| 7                                                               | 6e Critérium du Québec (13-17 septembre)                        | 1                                                               | Walter Röhrl                                                    | Fiat 131 Abarth                                                 | 4 h 54 min 23 s                                                 |                                                                 |
| 7                                                               | 6e Critérium du Québec (13-17 septembre)                        | 2                                                               | Markku Alén                                                     | Fiat 131 Abarth                                                 | 5 h 02 min 56 s                                                 |                                                                 |
| 7                                                               | 6e Critérium du Québec (13-17 septembre)                        | 3                                                               | Anders Kulläng                                                  | Opel Kadett GT/E                                                | 5 h 12 min 46 s                                                 |                                                                 |
|                                                                 |                                                                 |                                                                 |                                                                 |                                                                 |                                                                 |                                                                 |
| 37e Tour de France automobile (16-21 septembre)                 | 37e Tour de France automobile (16-21 septembre)                 | 1                                                               | Michèle Mouton                                                  | Fiat 131 Abarth                                                 | 11 h 18 min 15,7 s                                              |                                                                 |
| 37e Tour de France automobile (16-21 septembre)                 | 37e Tour de France automobile (16-21 septembre)                 | 2                                                               | Jean-Louis Clarr                                                | Opel Kadett GT/E                                                | 11 h 34 min 01,8 s                                              |                                                                 |
| 37e Tour de France automobile (16-21 septembre)                 | 37e Tour de France automobile (16-21 septembre)                 | 3                                                               | Chris Sclater                                                   | Vauxhall Chevette 2300 HS                                       | 11 h 40 min 04,0 s                                              |                                                                 |
|                                                                 |                                                                 |                                                                 |                                                                 |                                                                 |                                                                 |                                                                 |
| 8                                                               | 20e Rallye Sanremo (3-7 octobre)                                | 1                                                               | Markku Alén                                                     | Lancia Stratos HF                                               | 10 h 53 min 28 s                                                |                                                                 |
| 8                                                               | 20e Rallye Sanremo (3-7 octobre)                                | 2                                                               | Maurizio Verini                                                 | Fiat 131 Abarth                                                 | 11 h 04 min 00 s                                                |                                                                 |
| 8                                                               | 20e Rallye Sanremo (3-7 octobre)                                | 3                                                               | Francis Vincent                                                 | Porsche 911                                                     | 11 h 10 min 31 s                                                |                                                                 |
|                                                                 |                                                                 |                                                                 |                                                                 |                                                                 |                                                                 |                                                                 |
| 6e Tour d'Italie automobile (3-7 octobre)                       | 6e Tour d'Italie automobile (3-7 octobre)                       | 1                                                               | Markku Alén                                                     | Lancia Stratos HF                                               | 3 h 56 min 51,6 s                                               |                                                                 |
| 6e Tour d'Italie automobile (3-7 octobre)                       | 6e Tour d'Italie automobile (3-7 octobre)                       | 2                                                               | Carlo Facetti                                                   | Porsche 935 Turbo                                               | 3 h 58 min 39,2 s                                               |                                                                 |
| 6e Tour d'Italie automobile (3-7 octobre)                       | 6e Tour d'Italie automobile (3-7 octobre)                       | 3                                                               | Leo Pittoni                                                     | Lancia Stratos HF                                               | 4 h 09 min 42,7 s                                               |                                                                 |
|                                                                 |                                                                 |                                                                 |                                                                 |                                                                 |                                                                 |                                                                 |
| 13e Southern Cross Rally (14-18 octobre)                        | 13e Southern Cross Rally (14-18 octobre)                        | 1                                                               | George Fury (en)                                                | Datsun Stanza                                                   | 1 h 25 min 17 s                                                 |                                                                 |
| 13e Southern Cross Rally (14-18 octobre)                        | 13e Southern Cross Rally (14-18 octobre)                        | 2                                                               | Colin Bond (en)                                                 | Ford Escort RS1800                                              | 1 h 37 min 12 s                                                 |                                                                 |
| 13e Southern Cross Rally (14-18 octobre)                        | 13e Southern Cross Rally (14-18 octobre)                        | 3                                                               | Wayne Bell                                                      | Holden Gemini                                                   | 1 h 58 min 32 s                                                 |                                                                 |
|                                                                 |                                                                 |                                                                 |                                                                 |                                                                 |                                                                 |                                                                 |
| 26e Rallye de Catalogne (20-22 octobre)                         | 26e Rallye de Catalogne (20-22 octobre)                         | 1                                                               | Tony Carello                                                    | Lancia Stratos HF                                               | 4 h 20 min 03 s                                                 |                                                                 |
| 26e Rallye de Catalogne (20-22 octobre)                         | 26e Rallye de Catalogne (20-22 octobre)                         | 2                                                               | Beny Fernández (es)                                             | Fiat 131 Abarth                                                 | 4 h 29 min 40 s                                                 |                                                                 |
| 26e Rallye de Catalogne (20-22 octobre)                         | 26e Rallye de Catalogne (20-22 octobre)                         | 3                                                               | Jorge de Bagration                                              | Lancia Stratos HF                                               | 4 h 33 min 27 s                                                 |                                                                 |
|                                                                 |                                                                 |                                                                 |                                                                 |                                                                 |                                                                 |                                                                 |
| 9                                                               | 10e Rallye de Côte d'Ivoire (21-24 octobre)                     | 1                                                               | Jean-Pierre Nicolas                                             | Peugeot 504 V6 Coupé                                            | +2 min 28 s pen                                                 |                                                                 |
| 9                                                               | 10e Rallye de Côte d'Ivoire (21-24 octobre)                     | 2                                                               | Timo Mäkinen                                                    | Peugeot 504 V6 Coupé                                            | +2 min 43 s pen                                                 |                                                                 |
| 9                                                               | 10e Rallye de Côte d'Ivoire (21-24 octobre)                     | 3                                                               | Jean Ragnotti                                                   | Renault 5 Alpine                                                | +3 min 50 s pen                                                 |                                                                 |
|                                                                 |                                                                 |                                                                 |                                                                 |                                                                 |                                                                 |                                                                 |
| 10                                                              | 22e Tour de Corse (4-5 novembre)                                | 1                                                               | Bernard Darniche                                                | Fiat 131 Abarth                                                 | 6 h 47 min 34 s                                                 |                                                                 |
| 10                                                              | 22e Tour de Corse (4-5 novembre)                                | 2                                                               | Jean-Claude Andruet                                             | Fiat 131 Abarth                                                 | 6 h 51 min 59 s                                                 |                                                                 |
| 10                                                              | 22e Tour de Corse (4-5 novembre)                                | 3                                                               | Sandro Munari                                                   | Fiat 131 Abarth                                                 | 6 h 52 min 59 s                                                 |                                                                 |
|                                                                 |                                                                 |                                                                 |                                                                 |                                                                 |                                                                 |                                                                 |
| 11                                                              | 34e Rallye de Grande-Bretagne (19-23 novembre)                  | 1                                                               | Hannu Mikkola                                                   | Ford Escort RS1800                                              | 8 h 47 min 23 s                                                 |                                                                 |
| 11                                                              | 34e Rallye de Grande-Bretagne (19-23 novembre)                  | 2                                                               | Björn Waldegård                                                 | Ford Escort RS1800                                              | 8 h 52 min 41 s                                                 |                                                                 |
| 11                                                              | 34e Rallye de Grande-Bretagne (19-23 novembre)                  | 3                                                               | Russell Brookes                                                 | Ford Escort RS1800                                              | 8 h 58 min 55 s                                                 |                                                                 |

## Classements

### Système de points en vigueur
| 1  | 18 | -  | -  | -  | -  | - | - | - | - | - |
| 2  | 17 | 16 | -  | -  | -  | - | - | - | - | - |
| 3  | 16 | 15 | 14 | -  | -  | - | - | - | - | - |
| 4  | 15 | 14 | 13 | 12 | -  | - | - | - | - | - |
| 5  | 14 | 13 | 12 | 11 | 10 | - | - | - | - | - |
| 6  | 13 | 12 | 11 | 10 | 9  | 8 | - | - | - | - |
| 7  | 12 | 11 | 10 | 9  | 8  | 7 | 6 | - | - | - |
| 8  | 11 | 10 | 9  | 8  | 7  | 6 | 5 | 4 | - | - |
| 9  | 10 | 9  | 8  | 7  | 6  | 5 | 4 | 3 | 2 | - |
| 10 | 9  | 8  | 7  | 6  | 5  | 4 | 3 | 2 | 1 | 1 |

| 9 pts | 6 pts | 4 pts | 3 pts | 2 pts | 1 pts |

### Classement constructeurs
| 1  | Fiat                 | 14   | 14 | -  | 18 | 18 | 18 | 18 | 16 | -  | 18 | (9) | 134 |
| 2  | Ford                 | -    | 18 | 7  | 16 | 9  | 6  | 13 | 13 | -  | -  | 18  | 100 |
| 3  | Opel                 | (10) | 12 | -  | 13 | 12 | 11 | 16 | 10 | -  | 12 | 14  | 100 |
| 4  | Porsche              | 18   | -  | 16 | 7  | -  | 12 | -  | 14 | -  | 12 | -   | 79  |
| 5  | Datsun               | -    | -  | 16 | -  | 16 | -  | -  | -  | 10 | -  | 10  | 52  |
| 6  | Toyota               | -    | -  | -  | 15 | 8  | 13 | 14 | -  | -  | -  | -   | 50  |
| 7  | Lancia               | 8    | 12 | -  | -  | 11 | -  | -  | 18 | -  | -  | -   | 49  |
| 8  | Peugeot              | -    | -  | 18 | 9  | -  | -  | -  | -  | 18 | -  | -   | 45  |
| 9  | Renault              | 17   | -  | -  | -  | -  | -  | -  | -  | 16 | -  | -   | 33  |
| 10 | British Leyland Cars | -    | -  | -  | -  | -  | -  | 12 | -  | -  | -  | 12  | 24  |
| 11 | Saab                 | -    | 8  | -  | -  | -  | -  | 10 | -  | -  | -  | -   | 18  |
| 12 | Volkswagen           | -    | 9  | -  | -  | -  | -  | 8  | -  | -  | -  | -   | 17  |
| 13 | Mitsubishi           | -    | -  | 5  | -  | -  | -  | -  | -  | 11 | -  | -   | 16  |
| 14 | Vauxhall             | -    | -  | -  | -  | -  | 14 | -  | -  | -  | -  | -   | 14  |
| 14 | Alfa Romeo           | -    | -  | -  | -  | -  | -  | -  | 14 | -  | -  | -   | 14  |
| 16 | Mercedes             | -    | -  | 12 | -  | -  | -  | -  | -  | -  | -  | -   | 12  |
| 17 | Volvo                | -    | 10 | -  | -  | -  | -  | -  | -  | -  | -  | -   | 10  |
| 18 | Chrysler             | -    | -  | -  | -  | -  | -  | -  | -  | -  | -  | 8   | 8   |
| 19 | Škoda                | -    | -  | -  | -  | 6  | -  | -  | -  | -  | -  | -   | 6   |
| 20 | Alpine-Renault       | -    | -  | -  | -  | -  | -  | -  | -  | -  | 5  | -   | 5   |
| 21 | Lada                 | -    | -  | -  | -  | 4  | -  | -  | -  | -  | -  | -   | 4   |

### Classement pilotes (Coupe FIA des pilotes)
Pour la 2e année consécutive, la FIA donne un titre pour les conducteurs (la Coupe FIA des pilotes).
Peuvent compter pour le classement final les cinq meilleurs résultats dans la catégorie A (les 11 rallyes du championnat du monde), deux de la catégorie B (cinq rallyes du Championnat d'Europe) et le meilleur de la catégorie C (trois autres rallyes choisie par la FIA).
Walter Röhrl et Björn Waldegård n'ont participé à aucune manche de la catégorie B, leur meilleur résultat sur les manches de catégorie A leur a été retiré.
| Classement pilotes ( Coupe FIA des pilotes ) | Classement pilotes ( Coupe FIA des pilotes ) | Classement pilotes ( Coupe FIA des pilotes ) | Classement pilotes ( Coupe FIA des pilotes ) | Classement pilotes ( Coupe FIA des pilotes ) | Classement pilotes ( Coupe FIA des pilotes ) | Classement pilotes ( Coupe FIA des pilotes )                       | Classement pilotes ( Coupe FIA des pilotes )                       | Classement pilotes ( Coupe FIA des pilotes )                       | Classement pilotes ( Coupe FIA des pilotes )                       | Classement pilotes ( Coupe FIA des pilotes )                       | Classement pilotes ( Coupe FIA des pilotes )                       | Classement pilotes ( Coupe FIA des pilotes )                       | Classement pilotes ( Coupe FIA des pilotes )                       | Classement pilotes ( Coupe FIA des pilotes )                       | Classement pilotes ( Coupe FIA des pilotes )                       | Classement pilotes ( Coupe FIA des pilotes )                       | Classement pilotes ( Coupe FIA des pilotes )                       | Classement pilotes ( Coupe FIA des pilotes )                       | Classement pilotes ( Coupe FIA des pilotes )                       | Classement pilotes ( Coupe FIA des pilotes )                       | Classement pilotes ( Coupe FIA des pilotes )                       | Classement pilotes ( Coupe FIA des pilotes )                       |
| -------------------------------------------- | -------------------------------------------- | -------------------------------------------- | -------------------------------------------- | -------------------------------------------- | -------------------------------------------- | ------------------------------------------------------------------ | ------------------------------------------------------------------ | ------------------------------------------------------------------ | ------------------------------------------------------------------ | ------------------------------------------------------------------ | ------------------------------------------------------------------ | ------------------------------------------------------------------ | ------------------------------------------------------------------ | ------------------------------------------------------------------ | ------------------------------------------------------------------ | ------------------------------------------------------------------ | ------------------------------------------------------------------ | ------------------------------------------------------------------ | ------------------------------------------------------------------ | ------------------------------------------------------------------ | ------------------------------------------------------------------ | ------------------------------------------------------------------ |
| #                                            | Pilote                                       | MON                                          | ART                                          | SWE                                          | KEN                                          | POR                                                                | GRE                                                                | SCO                                                                | POL                                                                | FIN                                                                | NZL                                                                | CAN                                                                | TOU                                                                | ITA                                                                | GIR                                                                | AUS                                                                | ESP                                                                | CIV                                                                | FRA                                                                | GBR                                                                | Total                                                              |                                                                    |
| 1                                            | Markku Alén                                  | -                                            | 4                                            | (4)                                          | -                                            | 9                                                                  | 6                                                                  | -                                                                  | -                                                                  | 9                                                                  | -                                                                  | 6                                                                  | -                                                                  | 9                                                                  | 9                                                                  | -                                                                  | -                                                                  | -                                                                  | -                                                                  | -                                                                  | 52                                                                 |                                                                    |
| 2                                            | Jean-Pierre Nicolas                          | 9                                            | -                                            | -                                            | 9                                            | 4                                                                  | -                                                                  | -                                                                  | -                                                                  | -                                                                  | -                                                                  | -                                                                  | -                                                                  | -                                                                  | -                                                                  | -                                                                  | -                                                                  | 9                                                                  | -                                                                  | -                                                                  | 31                                                                 |                                                                    |
| 3                                            | Hannu Mikkola                                | -                                            | -                                            | 6                                            | -                                            | 6                                                                  | -                                                                  | 9                                                                  | -                                                                  | -                                                                  | -                                                                  | -                                                                  | -                                                                  | -                                                                  | -                                                                  | -                                                                  | -                                                                  | -                                                                  | -                                                                  | 9                                                                  | 30                                                                 |                                                                    |
| 4                                            | Michèle Mouton                               | -                                            | -                                            | -                                            | -                                            | -                                                                  | -                                                                  | -                                                                  | -                                                                  | -                                                                  | -                                                                  | -                                                                  | 9                                                                  | -                                                                  | 3                                                                  | -                                                                  | -                                                                  | -                                                                  | 2                                                                  | -                                                                  | 14                                                                 |                                                                    |
| 5                                            | Russell Brookes                              | -                                            | -                                            | -                                            | -                                            | -                                                                  | -                                                                  | -                                                                  | -                                                                  | -                                                                  | 9                                                                  | -                                                                  | -                                                                  | -                                                                  | -                                                                  | -                                                                  | -                                                                  | -                                                                  | -                                                                  | 4                                                                  | 13                                                                 |                                                                    |
| 5                                            | Walter Röhrl                                 | 3                                            | -                                            | -                                            | -                                            | -                                                                  | (9)                                                                | -                                                                  | -                                                                  | -                                                                  | -                                                                  | 9                                                                  |                                                                    | -                                                                  | -                                                                  | -                                                                  | -                                                                  | -                                                                  | -                                                                  | 1                                                                  | 13                                                                 |                                                                    |
| 7                                            | Bernard Darniche                             | 2                                            | -                                            | -                                            | -                                            | -                                                                  | -                                                                  | -                                                                  | -                                                                  | -                                                                  | -                                                                  | -                                                                  | -                                                                  | -                                                                  | -                                                                  | -                                                                  | -                                                                  | -                                                                  | 9                                                                  | -                                                                  | 11                                                                 |                                                                    |
| 7                                            | Ari Vatanen                                  | -                                            | 9                                            | 2                                            | -                                            | -                                                                  | -                                                                  | -                                                                  | -                                                                  | -                                                                  | -                                                                  | -                                                                  | -                                                                  | -                                                                  | -                                                                  | -                                                                  | -                                                                  | -                                                                  | -                                                                  | -                                                                  | 11                                                                 |                                                                    |
| 9                                            | Jean Ragnotti                                | 6                                            | -                                            | -                                            | -                                            | -                                                                  | -                                                                  | -                                                                  | -                                                                  | -                                                                  | -                                                                  | -                                                                  | -                                                                  | -                                                                  | -                                                                  | -                                                                  | -                                                                  | 4                                                                  | -                                                                  | -                                                                  | 10                                                                 |                                                                    |
| 9                                            | Pentti Airikkala                             | -                                            | -                                            | -                                            | -                                            | -                                                                  | -                                                                  | -                                                                  | 6                                                                  | -                                                                  | 4                                                                  | -                                                                  | -                                                                  | -                                                                  | -                                                                  | -                                                                  | -                                                                  | -                                                                  | -                                                                  | -                                                                  | 10                                                                 |                                                                    |
| 11                                           | Antonio Zanini                               | -                                            | -                                            | -                                            | -                                            | -                                                                  | -                                                                  | -                                                                  | 9                                                                  | -                                                                  | -                                                                  | -                                                                  | -                                                                  | -                                                                  | -                                                                  | -                                                                  | -                                                                  | -                                                                  | -                                                                  | -                                                                  | 9                                                                  |                                                                    |
| 11                                           | Tony Carello                                 | -                                            | -                                            | -                                            | -                                            | -                                                                  | -                                                                  | -                                                                  | -                                                                  | -                                                                  | -                                                                  | -                                                                  | -                                                                  | -                                                                  | -                                                                  | -                                                                  | 9                                                                  | -                                                                  | -                                                                  | -                                                                  | 9                                                                  |                                                                    |
| 11                                           | George Fury                                  | -                                            | -                                            | -                                            | -                                            | -                                                                  | -                                                                  | -                                                                  | -                                                                  | -                                                                  | -                                                                  | -                                                                  | -                                                                  | -                                                                  | -                                                                  | 9                                                                  | -                                                                  | -                                                                  | -                                                                  | -                                                                  | 9                                                                  |                                                                    |
| 14                                           | Björn Waldegård                              | -                                            | -                                            | (9)                                          | 3                                            | -                                                                  | -                                                                  | -                                                                  | -                                                                  | -                                                                  | -                                                                  | -                                                                  | -                                                                  | -                                                                  | -                                                                  | -                                                                  | -                                                                  | -                                                                  | -                                                                  | 6                                                                  | 9                                                                  |                                                                    |
| 15                                           | Jean-Claude Andruet                          | 1                                            | -                                            | -                                            | -                                            | -                                                                  | -                                                                  | -                                                                  | -                                                                  | -                                                                  | -                                                                  | -                                                                  | -                                                                  | -                                                                  | -                                                                  | -                                                                  | -                                                                  | -                                                                  | 6                                                                  | -                                                                  | 7                                                                  |                                                                    |
|                                              |                                              |                                              |                                              |                                              |                                              |                                                                    |                                                                    |                                                                    |                                                                    |                                                                    |                                                                    |                                                                    |                                                                    |                                                                    |                                                                    |                                                                    |                                                                    |                                                                    |                                                                    |                                                                    |                                                                    |                                                                    |
| Légende                                      |                                              |                                              |                                              |                                              |                                              |                                                                    |                                                                    |                                                                    |                                                                    |                                                                    |                                                                    |                                                                    |                                                                    |                                                                    |                                                                    |                                                                    |                                                                    |                                                                    |                                                                    |                                                                    |                                                                    |                                                                    |
| catégorie A                                  | catégorie A                                  | catégorie A                                  | catégorie A                                  | catégorie A                                  | catégorie A                                  | Tous les rallye du WRC : les cinq meilleurs résultats retenus      | Tous les rallye du WRC : les cinq meilleurs résultats retenus      | Tous les rallye du WRC : les cinq meilleurs résultats retenus      | Tous les rallye du WRC : les cinq meilleurs résultats retenus      | Tous les rallye du WRC : les cinq meilleurs résultats retenus      | Tous les rallye du WRC : les cinq meilleurs résultats retenus      | Tous les rallye du WRC : les cinq meilleurs résultats retenus      | Tous les rallye du WRC : les cinq meilleurs résultats retenus      | Tous les rallye du WRC : les cinq meilleurs résultats retenus      | Tous les rallye du WRC : les cinq meilleurs résultats retenus      | Tous les rallye du WRC : les cinq meilleurs résultats retenus      | Tous les rallye du WRC : les cinq meilleurs résultats retenus      | Tous les rallye du WRC : les cinq meilleurs résultats retenus      | Tous les rallye du WRC : les cinq meilleurs résultats retenus      | Tous les rallye du WRC : les cinq meilleurs résultats retenus      | Tous les rallye du WRC : les cinq meilleurs résultats retenus      | Tous les rallye du WRC : les cinq meilleurs résultats retenus      |
| catégorie B                                  | catégorie B                                  | catégorie B                                  | catégorie B                                  | catégorie B                                  | catégorie B                                  | Cinq rallyes du Championnat d'Europe : le meilleur résultat retenu | Cinq rallyes du Championnat d'Europe : le meilleur résultat retenu | Cinq rallyes du Championnat d'Europe : le meilleur résultat retenu | Cinq rallyes du Championnat d'Europe : le meilleur résultat retenu | Cinq rallyes du Championnat d'Europe : le meilleur résultat retenu | Cinq rallyes du Championnat d'Europe : le meilleur résultat retenu | Cinq rallyes du Championnat d'Europe : le meilleur résultat retenu | Cinq rallyes du Championnat d'Europe : le meilleur résultat retenu | Cinq rallyes du Championnat d'Europe : le meilleur résultat retenu | Cinq rallyes du Championnat d'Europe : le meilleur résultat retenu | Cinq rallyes du Championnat d'Europe : le meilleur résultat retenu | Cinq rallyes du Championnat d'Europe : le meilleur résultat retenu | Cinq rallyes du Championnat d'Europe : le meilleur résultat retenu | Cinq rallyes du Championnat d'Europe : le meilleur résultat retenu | Cinq rallyes du Championnat d'Europe : le meilleur résultat retenu | Cinq rallyes du Championnat d'Europe : le meilleur résultat retenu | Cinq rallyes du Championnat d'Europe : le meilleur résultat retenu |
| catégorie C                                  | catégorie C                                  | catégorie C                                  | catégorie C                                  | catégorie C                                  | catégorie C                                  | Trois autres rallyes : le meilleur résultat retenu                 | Trois autres rallyes : le meilleur résultat retenu                 | Trois autres rallyes : le meilleur résultat retenu                 | Trois autres rallyes : le meilleur résultat retenu                 | Trois autres rallyes : le meilleur résultat retenu                 | Trois autres rallyes : le meilleur résultat retenu                 | Trois autres rallyes : le meilleur résultat retenu                 | Trois autres rallyes : le meilleur résultat retenu                 | Trois autres rallyes : le meilleur résultat retenu                 | Trois autres rallyes : le meilleur résultat retenu                 | Trois autres rallyes : le meilleur résultat retenu                 | Trois autres rallyes : le meilleur résultat retenu                 | Trois autres rallyes : le meilleur résultat retenu                 | Trois autres rallyes : le meilleur résultat retenu                 | Trois autres rallyes : le meilleur résultat retenu                 | Trois autres rallyes : le meilleur résultat retenu                 | Trois autres rallyes : le meilleur résultat retenu                 |